# 象征天皇制
象徵天皇制（日语：／ shōchō tennōsei）是指在《日本国宪法》规定之下，天皇为日本国家以及国民整体象征的制度，類似於歐洲國家的君主立憲制。

## 概要
根據日本國憲法第1條規定，天皇乃日本國之象徵，亦為日本國民統合之象徵，其地位是基於主權所存在之日本國民的總意。關於國事之一切行為，必須經過內閣之助言與承認，而由內閣負其責任。緣此，現今的天皇為君主立憲制之虛位元首。

## 地位
與明治憲法的天皇舊制相比，天皇從神格國家元首降為一般國家象徵地位，天皇主權變更為國民主權，天皇職能大量限縮。現制天皇無舊制之統帥權、發布緊急命令（敕令）和命令等權力，國務大臣向國會負責而非舊制向天皇負責；現制天皇國事行為須經內閣助言與承認、才可被動行使與認證，不像舊制可主動行使、內閣輔弼副署之。舊制天皇總攬統治權集行政、立法、司法權於一身，現制三權分立歸於內閣、國會、最高裁判所及下級裁判所。
如據日本國憲法條文用詞及職權來看，天皇現制不但大幅弱化，且無明定國家元首之地位；然而，不能就此驟定天皇不具國家元首身分。不論解釋憲法或法律，得探求當初制憲、立法意旨。指導制定日本國憲法的麥帥三原則即指出，天皇為「國家元首」（head of the state）的地位。與一般君主立憲制相比，日本現行天皇制職能消極程度，僅次於1974年修憲後已不具行政權能及統治權的瑞典國王。
第2次安倍內閣欲修憲明定天皇為國家元首，除執政的自民黨外，不光在野黨、就連其執政聯盟的公明黨也都表態反對。

## 评价

### 社论
在日本国宪法颁布施行前的1946年5月27日，《每日新闻》早刊发表的一项民意调查显示，有85%的受访者支持“象征天皇制”。
而根据NHK在2009年进行的一项民意调查显示，81.9%的受访者认为“天皇应该就像现在一样作为一种象征”。 此外，当被问及“您认为现任天皇是否履行了象征性的职责？”时，有85.2%的受访者回答“充分履行了职责”和“在某种程度上充分履行了职责”。

### 政党
自民党在2010年发布的“平成22年纲领”中提及，“我们在象征着日本和国家统一的天皇陛下之下，建设了今天和平的日本。”此外，在2012年公布的《日本国宪法修改草案》的《序言》中提到，“日本是一个有着悠久历史和独特文化，并且拥戴作为国民整体象征的天皇的国家”。其中第一条明确规定天皇为国家元首，并维持象征天皇制这一政策。
在自民党2012年的宪法修正案草案中，日本被定义为一个君主立宪制国家。
立宪民主党在2017年宣布的政治纲领中表示，“在象征天皇制下，我们将坚决维护宪法下的‘国民主权’、‘尊重基本人权’和‘和平主义’。 我们将从深化立宪主义的角度进行宪法辩论”，表明了维持象征天皇制的政策。

### 媒体评价
《产经新闻》于2013年发表了名为《国民宪法》的宪法修正案草案，其中第一条提案“天皇是日本国的象征，是日本国民的象征，”，提议维持象征天皇制的政策。 此外，同时在第2条明文提案“天皇是日本的元首，代表了日本”。
《读卖新闻》也发表了一项“宪法修正案提案”，也保留了象征天皇制的政策。